# Neon Genesis Evangelion: Shinji Ikari Raising Project
Neon Genesis Evangelion: Shinji Ikari Raising Project (яп. 新世紀エヴァンゲリオン 碇シンジ育成計画 Син сэйки Эбангэрион Икари Синдзи икусэй кэйкаку) — компьютерная игра в жанре симулятора жизни, основанная на аниме-сериале «Евангелион». Игрок берёт под контроль Синдзи Икари, протагониста и главного персонажа. Действие происходит в мире, где игрок решает, как будет жить Синдзи и каким образом сложится его судьба. История начинается с атаки третьего ангела. В зависимости от совершаемых действий и принимаемых решений, меняется и результат. Очевидно влияние другой франшизы Gainax — Princess Maker, в которой нужно было воспитывать девочку до её совершеннолетия.

## Игровой процесс
Игровой процесс развивается в трёх основных направлениях: еженедельное расписание, битвы и диалоги. Игрок может задавать расписание для Синдзи на каждую неделю (ежедневно назначаются два события); это влияет на статистику (например, проведение синхротестов увеличивает эффективность управление Евангелионом). По воскресеньям Синдзи может ходить в магазины за покупками или заниматься уборкой в квартире и отправлять Мисато Кацураги на работу в Nerv, получая доступ к новой экипировке и усиливая средства защиты Токио-3. Сражение осуществляется посредством меню, результат зависит от показателей учёбы и тренировок, а также от оружия и тактики боя. Время от времени Синдзи контактирует с другими персонажами, история развивается в зависимости от того, какие варианты отношений он выбирает («Танатос», «Пафос» и «Кампус»). Переключение между ними зависит от скрытых характеристик. Основную часть составляют 26 эпизодов. После прохождения открывается режим обучения Каору, которого направляет Рицуко Акаги. 
И в игре, и в манге фигурируют три новые сотрудницы Nerv: Каэде Агано (яп. 阿賀野 カエデ Агано Каэдэ), озвученная Ай Симидзу, Сацуки Оои (яп. 大井 サツキ Оои Сацуки), озвученная Марией Ямамото, и Аой Могами (яп. 最上 アオイ Могами Аой), озвученная Юи Хориэ.
Синдзи способен вступать в отношения со следующими персонажами: Рей Аянами, Сорью Аска Лэнгли, Мана Кирисима, Мисато Кацураги, Сацуки Оои, Каору Нагиса. Во время битвы Ева совершает от 2 до 5 различных действий: атака, сброс оружия, защита, концентрация и ожидание.

## Манга
В Японии манга, нарисованная Осаму Такахаси, регулярно издавалась в журнале Shonen Ace с 2006 года, хотя планировалась с 2005. В 2016 году Kadokawa Shoten выпустила последний, 18-й том. Сюжет не зависит от оригинального «Евангелиона», но содержит в себе несколько поворотов, аналогичных Neon Genesis Evangelion: Angelic Days.

## Критика
Сайт 4Gamer.net подчеркнул следующее: те, кто не знают оригинал, вряд ли будут проходить эту игру. Cуть в том, что характер персонажей и развитие сюжета неотделимы. Если Синдзи изменится, то и мир тоже. Может пойти другая линия — светлое будущее и счастливый конец в альтернативной реальности. Гораздо больший интерес, чем главные герои, вызывает Мана Кирисима из Girlfriend of Steel, у неё изменились внешность и типаж, хотя сэйю та же. Дизайн создан Кэнго Ёнэкурой, художницей манги. «Танатос» в основном следует первоисточнику. Если игрок сделает упор на тренировках Nerv, то история будет мрачной. «Пафос» уходит в сторону, а «Кампус» является самопародией. В конце концов, «Евангелион» — это большая линейность. Иными словами, выигрыш и проигрыш не имеют значения. Тем не менее критик получил удовольствие от попадания в мир «Евы» и его обитателей.